# Parigi-Bruxelles 1977
La Parigi-Bruxelles 1977, cinquantasettesima edizione della corsa, si svolse il 21 settembre 1977 su un percorso di 286 km, con partenza da Senlis e arrivo a Sint-Genesius-Rode. Fu vinta dal belga Ludo Peeters della Ijsboerke-Colnago davanti al suo connazionale Marc Demeyer e al francese Bernard Hinault.

## Ordine d'arrivo (Top 10)
| Pos. | Corridore              | Squadra               | Tempo    |
| ---- | ---------------------- | --------------------- | -------- |
| 1    | Ludo Peeters           | Ijsboerke-Colnago     | 7h07'00" |
| 2    | Marc Demeyer           | Flandria-Velda-Latina | a 7"     |
| 3    | Bernard Hinault        | Gitane-Campagnolo     | s.t.     |
| 4    | Roger De Vlaeminck     | Brooklyn              | s.t.     |
| 5    | André Dierickx         | Maes Pils-Mini-Flat   | s.t.     |
| 6    | Hennie Kuiper          | Ti-Raleigh            | s.t.     |
| 7    | Rudy Pevenage          | Ijsboerke-Colnago     | s.t.     |
| 8    | Freddy Maertens        | Flandria-Velda-Latina | s.t.     |
| 9    | Jean-Luc Vandenbroucke | Peugeot-Esso-Michelin | a 20"    |
| 10   | Jos Jacobs             | Ijsboerke-Colnago     | s.t.     |